# Чезана-Торинезе
Чезана-Торинезе (італ. Cesana Torinese, п'єм. Cesan-a) — муніципалітет в Італії, у регіоні П'ємонт,  метрополійне місто Турин.
Чезана-Торинезе розташована на відстані близько 580 км на північний захід від Рима, 75 км на захід від Турина.
Населення — 999 осіб (2014).
Щорічний фестиваль відбувається 24 червня. Покровитель — святий Іван Хреститель.

## Демографія
Населення за роками:

Станом на 1 січня 2023 року в муніципалітеті офіційно проживало 66 іноземців з 13 країн, серед них 40 громадян країн Євросоюзу.

## Сусідні муніципалітети
- Абріє (Франція)
- Серв'єр (Франція)
- Клав'єре
- Монженевр (Франція)
- Неваш (Франція)
- Улькс
- Саузе-ді-Чезана
- Сестрієре